# Azhikode North
Azhikode North é uma vila no distrito de Kannur, no estado indiano de Kerala.

## Demografia
Segundo o censo de 2001, Azhikode North tinha uma população de 22 001 habitantes. Os indivíduos do sexo masculino constituem 50% da população e os do sexo feminino 50%. Azhikode North tem uma taxa de literacia de 84%, superior à média nacional de 59,5%; com 50% para o sexo masculino e 50% para o sexo feminino. 10% da população está abaixo dos 6 anos de idade.